# هوکان لوب
هوکان لوب (انگلیسی: Håkan Loob؛ زادهٔ ۳ ژوئیهٔ ۱۹۶۰) بازیکن هاکی روی یخ اهل سوئد بود.
وی همچنین برندهٔ جوایزی همچون جام استنلی شده‌است.
از باشگاه‌هایی که در آن بازی کرده‌است می‌توان به کلگری فلیمس اشاره کرد.